# Misericordia Dei
Misericordia Dei (pol. Miłosierdzie Boże) – list apostolski w formie motu proprio papieża Jana Pawła II z 2 maja 2002 o pewnych aspektach celebracji sakramentu pokuty i pojednania.

## Treść
W pierwszych akapitach listu papież przypomniał czym jest dar pojednania z Bogiem i w jaki sposób otrzymujemy go w sakramencie spowiedzi świętej, którą mogą sprawować jedynie biskupi i kapłani do tego upoważnieni, nazywani szafarzami sakramentu. Odwołują się do wcześniejszych swoich dokumentów − listu apostolskiego Novo millennio ineunte oraz adhortacji Reconciliatio et paenitentia − Jan Paweł II przypomniał o naglącej potrzebie przezwyciężenia kryzysu dotykającego praktyki sakramentu pokuty. Odwołując się postanowień soboru trydenckiego, autor przypomniał tzw. warunki spowiedzi świętej:
1. rachunek sumienia
2. żal za grzechy
3. postanowienie niegrzeszenia w przyszłości
4. wyznanie grzechów
5. zadośćuczynienie

Papież przypomniał, iż normalną formą sprawowania sakramentu pojednania jest spowiedź indywidualna, potępiając jednocześnie praktykę nadużywania formy nadzwyczajnej jaką jest absolucja generalna czy zbiorowa. Za bezprawie należy uważać samowolne rozszerzanie pojęcia poważnej konieczności, o której mowa jest w kan. 961 Kodeksu Prawa Kanonicznego. Wysłuchawszy opinii: Kongregacji Nauki Wiary, Kongregacji ds. Kultu Bożego i Dyscypliny Sakramentów oraz Papieskiej Rady ds. Tekstów Prawnych, Jan Paweł II przypomniał ważniejsze prawa, dotyczące sakramentu pokuty i pojednania, w szczególności warunków, jakie muszą być spełnione, by dozwolone było udzielanie zbiorowej lub indywidualnej absolucji. Miejscem celebracji sakramentu pojednania powinien być według dokumentu konfesjonał z kratą.